# Jēkabs Mediņš
Jēkabs Mediņš (ur. 22 marca 1885 w Rydze, zm. 27 listopada 1971 tamże) – łotewski kompozytor i dyrygent.

## Życiorys
Brat Jāzepsa. Ukończył instytut muzyczny w Rydze (1905), gdzie uczył się gry na skrzypcach, organach i fortepianie. W latach 1910–1914 studiował w Hochschule für Musik w Berlinie. Działał jako nauczyciel w Valmierze (1905–1917) i Syzraniu (1917–1919). Od 1921 do 1944 roku był wykładowcą instytutu muzycznego w Jełgawie. Od 1944 do 1971 roku prowadził klasę dyrygentury chóralnej w Konserwatorium Muzycznego w Rydze, w latach 1948–1950 pełnił funkcję rektora tej uczelni. W 1945 roku otrzymał tytuł profesora. Od 1948 do 1950 roku był przewodniczącym związku kompozytorów łotewskich.
Odznaczony Orderem Trzech Gwiazd w stopniu Komandora (1930). W 1960 roku otrzymał tytuł Zasłużonego Artysty Łotewskiej SRR. Był autorem pracy Kora zinātņu pamati (Ryga 1956). Opublikował ponadto swoją autobiografię pt. Silueti (Ryga 1968).

## Wybrane kompozycje
(na podstawie materiałów źródłowych)
- Legenda na orkiestrę (1911)
- Koncert na klarnet i orkiestrę (1948)
- 2 koncerty na róg i orkiestrę (I 1949, II 1962)
- Koncert na kokle i orkiestrę (1952)
- Koncert na organy i orkiestrę (1954)